# Waitrose & Partners
Waitrose & Partners, anche noto semplicemente come Waitrose, è un marchio di supermercati fondato nel 1904, con sede a Bracknell, nella contea del Berkshire, in Inghilterra. I fondatori sono Wallace Waite, Arthur Rose e David Taylor, che hanno iniziato come piccolo negozio di alimentari, Waite, Rose & Taylor, ad Acton, nella zona ovest di Londra. Nel 1908, 2 anni dopo che David Taylor lasciò l'attività, venne adottato il nome "Waitrose". Nel 1937, l'azienda, composta da 10 negozi e 160 dipendenti, fu acquistata dalla John Lewis Partnership. A dicembre 2019, Waitrose gestisce 338 supermercati nel Regno Unito.
La quota di mercato alimentare è del 3,2 per cento e ha una tendenza al ribasso. La compagnia fornisce cibo, vino e alcool alla Corte reale.